# Basílica de San Giorgio Maggiore
San Giorgio Maggiore es una iglesia de culto católico, con categoría de basílica, en la pequeña isla de San Giorgio Maggiore, en Venecia, Italia. Forma parte del monasterio homónimo. Ambos fueron construidos por el arquitecto de Vicenza, Andrea Palladio, siendo una de sus obras más destacadas.

## Historia
La primera iglesia dedicada a San Giorgio se construyó entre los siglos VIII y IX; en 982 la isla fue donada por Doge Tribuno Memmo a un monje benedictino, el beato Giovanni Morosini, quien fundó el monasterio adyacente (el monasterio de San Giorgio Maggiore) del cual fue el primer abad.
El arquitecto paduano Andrea Palladio fue convocado para la construcción del refectorio (1560-1563) del monasterio primero y luego para el proyecto de la nueva iglesia.
En 1566, se colocó la primera piedra, mientras que en 1575 ya se habían levantado los muros perimetrales y el tambor de la cúpula. Este último se completó en 1576 y el coro se completó en 1591. La fachada fue construida entre 1597 y 1610 por Vincenzo Scamozzi, 30 años después de la muerte del maestro.

### Refectorio
El primer contacto entre Andrea Palladio y la riquísima congregación benedictina de Santa Giustina se refiere a la construcción del refectorio del convento de San Giorgio Maggiore a partir de julio de 1560 y finalizando tres años después. En realidad es la renovación y finalización de un edificio construido unos veinte años antes que Palladio se transforma en una de sus creaciones más suntuosas y fascinantes; esto conduce al refectorio a través de una secuencia escenográfica calibrada de espacios en dos niveles. 
Una amplia escalera conduce a un primer portal grandioso (cita filológica de un preciso modelo romano antiguo: el portal de la Iglesia de San Salvador de Spoleto) a través del cual se ingresa a un vestíbulo donde, sobre un piso blanco y rojo, dos extraordinarios lavabos gemelos de mármol rojo; luego, un segundo portal, que es una reinterpretación palladiana del anterior, introduce el gran salón. Este último está cubierto por una grandiosa bóveda de cañón que se convierte en una cruz en la línea central para permitir la apertura de dos ventanas térmicas: el modelo es evidentemente la cobertura de las antiguas salas termales, ya buscadas en proyectos juveniles como Villa Valmarana en Vigardolo (1542), pero aquí nuevamente propuesto con un énfasis dimensional sin precedentes.
El gran cuadro de Las Bodas de Caná (1563), fue encargado para el refectorio, robado por Napoleón y ahora se encuentra  en el museo del Louvre.
La magnificencia de la arquitectura del refectorio se completó originalmente con la colocación en la pared posterior del gran lienzo que representa las Bodas de Caná, encargado a Paolo Veronese ya en 1562 y completado en poco más de un año de trabajo. Sin duda, la pintura fue concebida en relación con el espacio palladiano y la gran ventana térmica sobre él, pero fue robada en 1797 por voluntad de Napoleón y trasladada al Louvre. 
La extraordinaria riqueza del conjunto da testimonio de la calidad del gusto de los monjes y de la grandeza del nivel de vida del monasterio, uno de los más poderosos de Italia. Sin embargo, esto no impide que los monjes impongan la conservación de las arcaicas ventanas del siglo XVI - evidentemente un vestigio de la primera obra de construcción - que Palladio tuvo que limitarse a enmarcar con elementos anticuados.

### Iglesia
En sustancial continuidad con el diseño del refectorio, unos años más tarde Palladio abordó la construcción de la gran iglesia del convento, sin duda su obra más compleja y difícil desde la época de las Logias de la Basílica de Vicenza. Las grandes riquezas del monasterio y de la poderosa Congregación de Santa Giustina dictan la escala de la intervención; las precisas indicaciones litúrgicas y tradiciones de la Orden determinan la elección del plano longitudinal, así como la presencia del coro, presbiterio, cruz, nave y cúpula. 
Entre noviembre de 1565 y marzo de 1566, el proyecto de Palladio se traspuso a un modelo que impresionó profundamente a Giorgio Vasari en una visita a Venecia. En enero del año siguiente, se firman contratos con los canteros y albañiles que deben seguir los perfiles y medidas indicados por Palladio. En 1576, se terminó la estructura general. Treinta años después de la muerte del maestro Palladio, entre 1607 y 1611, Vincenzo Scamozzi construyó la fachada actual, que, sin embargo, estudios recientes demuestran que se encuentra lejos de la voluntad palladiana original.
Como Leon Battista Alberti cien años antes, Palladio toma como modelo los grandes edificios termales romanos. En el plano se pueden leer claramente las cuatro entidades espaciales llamadas por Palladio para componer el cuerpo del edificio. A la nave principal con bóveda de cañón apuntalada por tres bóvedas de crucería, verdadero frigidarium de las termas romanas, le sigue la repentina expansión lateral de los ábsides y la expansión vertical de la gran cúpula sobre tambor; a este último Palladio flanquea el espacio sumamente estudiado del presbiterio desde el cual, a través de una barrera de columnas, se ve el coro, que aparece como un interior-exterior, casi como si la barrera fuera el pronaos.de un chalet a través del cual observar el paisaje. 
La secuencia de espacios discurre a lo largo de un eje central muy marcado que garantiza la continuidad y el tránsito de una zona de la iglesia a otra. En los detalles del pedido Palladio busca la mayor variedad, rechazando soluciones fáciles y predecibles; se da gran énfasis a la resistencia plástica de los miembros: las semicolumnas están infladas más allá del diámetro y los pilares sobresalen mucho; hay una fuerte búsqueda de continuidad vertical en los elementos del orden. El resultado es un edificio grandioso, que revive la emoción espacial de las antiguas creaciones romanas.

### Historia reciente
El campanario actual (63 m de altura) fue diseñado por el arquitecto somasco Benedetto Buratti y data de 1791. El construido en 1467 se había derrumbado en 1774. Con una base cuadrada, de piedra de Istria y una aguja cónica, ofrece una vista única de Venecia y la laguna de Venecia.
Los monjes benedictinos todavía ofician en la iglesia hoy.
En marzo de 1900, el Papa León XIII la elevó al rango de basílica menor.

## Descripción

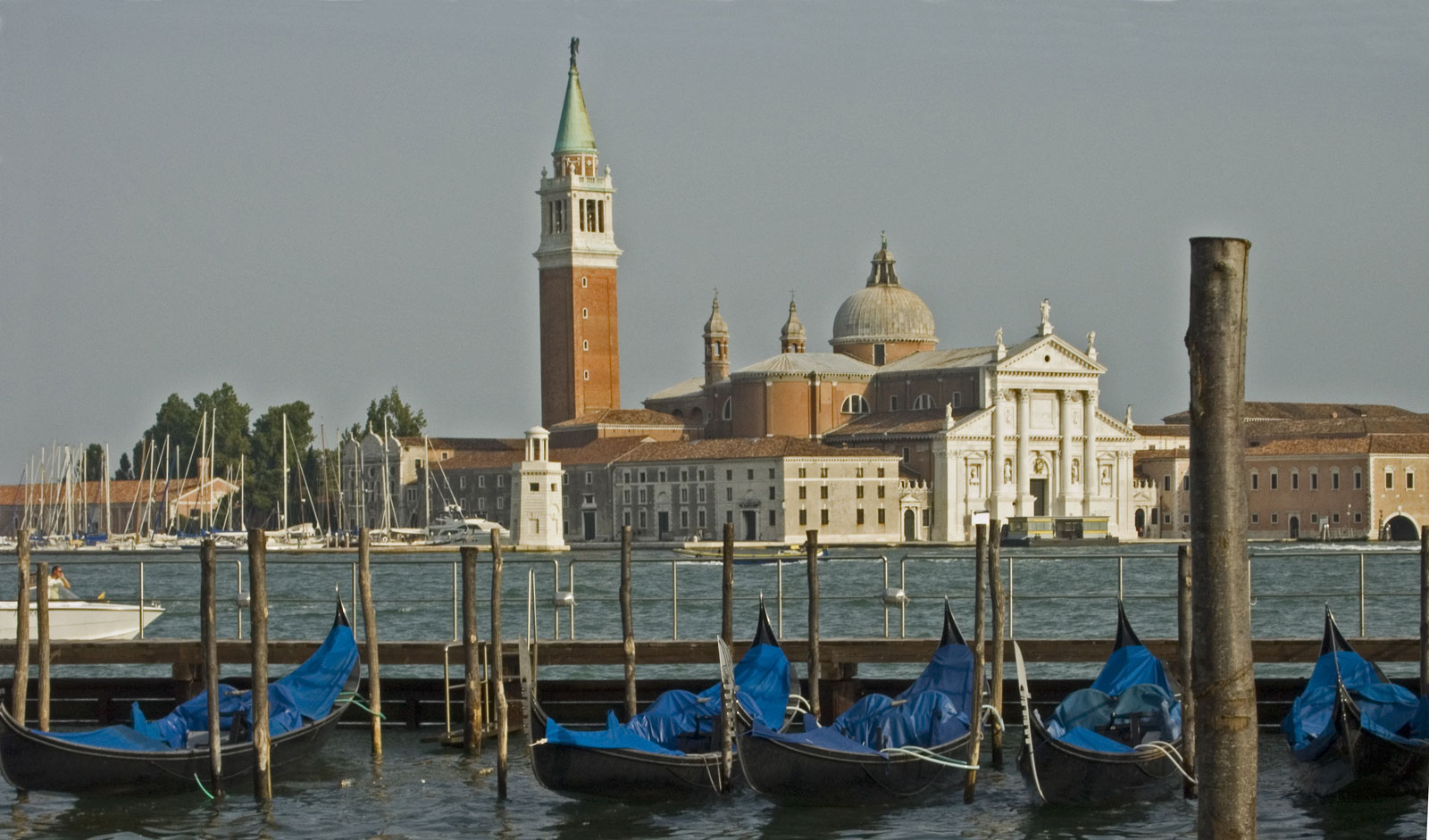
La basílica de San Giorgio, en la isla homónima, vista desde la Plaza de San Marcos.

La fachada presenta forma de templo clásico, con una sola entrada y cuatro columnas compuestas sobre altos plintos, y entablamento por encima sosteniendo un tímpano clásico, tras el que se sitúa un frontón que descansa sobre un arquitrabe ligeramente saliente. A los lados del portal las estatuas de San Giorgio y Santo Stefano, copropietario de la iglesia. La solución inventada por Palladio para esta fachada es imaginativa y representa una contribución original a la resolución de uno de los problemas más sentidos por los arquitectos renacentistas, esto es, encontrar el modo de dotar de un aspecto inspirado en el templo clásico a un edificio tripartito como la iglesia cristiana de tres naves. Palladio usa frontones, una para la nave central y otros más pequeños y rotos para las naves laterales.
La solución adoptada por Palladio para esta fachada es similar a la casi contemporánea de la Iglesia de San Francesco della Vigna, y a la fachada de la Iglesia del Redentor, realizada por el propio Palladio. Aunque en la fachada de San Giorgio Maggiore los críticos comentan la falta de unidad entre la parte central y las laterales, acentuadas por la alternancia de una secuencia ancho-estrecho-ancho-estrecho-ancho identificada por los intercolumnios que articulan la misma.

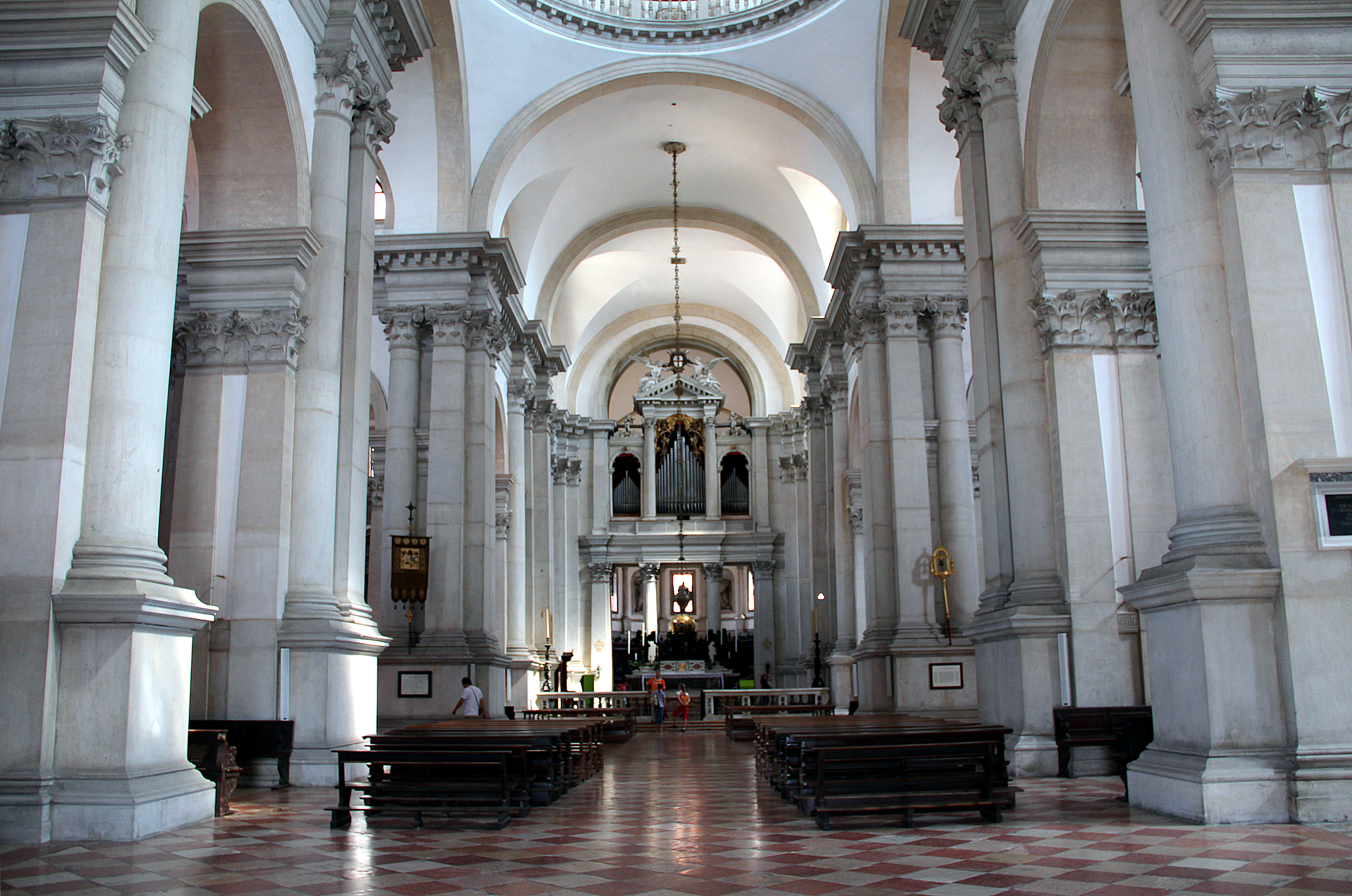
Nave, altar y órgano de la Basílica de San Giorgio Maggiore de Venecia.

El sereno interior de proporciones perfectas también es típico de Palladio.
En la iglesia se conservan los últimos cuadros que pintó Tintoretto: La Última cena (1592-1594), La recogida del maná (1594) y La deposición (1592-94). Las dos primeras se encuentran en los muros del presbiterio, y la última en la Capilla de los muertos.